# ألديويلا دي ليستوس
بلدية ألديويلا دي ليستوس (بالإسبانية: Aldehuela de Liestos) هي بلدية تقع في مقاطعة سرقسطة التابعة لمنطقة أراغون شمال شرق إسبانيا.

## الديموغرافيا
بلغ عدد سكان بلدية ألديويلا دي ليستوس 52 نسمة عام 2011 (وفقاً للمعهد الوطني الإسباني للإحصاء).
| 67 | 59 | 58 | 38 | 84 | 53 | 52 |